# Lineare Funktion
Unter einer linearen Funktion versteht man oft (insbesondere in der Schulmathematik) eine Funktion {\displaystyle f\colon \mathbb {R} \to \mathbb {R} }, die sich in der Form
{\displaystyle f(x)=m\cdot x+n}
mit {\displaystyle m,n\in \mathbb {R} } schreiben lässt. Es handelt sich um eine Polynomfunktion höchstens ersten Grades. Der Graph einer linearen Funktion ist eine Gerade, wodurch sich der Name ableitet (von lateinisch linea ‚(gerade) Linie‘).
Eine lineare Funktion im oben beschriebenen Sinne ist keine lineare Abbildung im Sinne der linearen Algebra, da die Linearitätsbedingung im Allgemeinen nicht erfüllt ist. Vielmehr handelt es sich um eine affine Abbildung, weshalb man auch von einer affin-linearen Funktion spricht. Um eine lineare Abbildung im Sinne der linearen Algebra handelt es sich nur im Spezialfall {\displaystyle n=0}, also {\displaystyle f(x)=mx.} Solche Funktionen werden auch als homogene lineare Funktion oder Proportionalität bezeichnet. In Anlehnung an diese Bezeichnung wird die Funktion für den Fall {\displaystyle n\neq 0} auch linear-inhomogene Funktion genannt.
Lineare Funktionen gehören zu den grundlegenden Funktionen in der Mathematik. Sie sind stetig und differenzierbar. Viele Probleme lassen sich mithilfe linearer Funktionen leichter lösen; daher versucht man oft, komplizierte Zusammenhänge durch lineare Funktionen zu approximieren.

## Graph

Steigungsdreiecke am Graph der linearen Funktion

Der Graph einer linearen Funktion ist eine Gerade. In kartesischen Koordinaten {\displaystyle (x|y)} gilt
{\displaystyle y=m\cdot x+n}
mit reellen Zahlen {\displaystyle m} und {\displaystyle n,} wobei {\displaystyle x} (die Abszisse) die unabhängige und {\displaystyle y} (die Ordinate) die abhängige Variable ist. Die Bezeichnung der beiden Konstanten mit {\displaystyle m} und {\displaystyle n} ist beliebig, in der Literatur finden sich zahlreiche andere Bezeichnungsweisen.
Diese Darstellung bezeichnet man auch als die Normalform einer linearen Funktion. Ihre zwei Parameter lassen sich wie folgt interpretieren:
- Die Zahl {\displaystyle m} gibt die Steigung der Geraden an.
- Die Zahl {\displaystyle n} ist der y-Achsen- oder Ordinatenabschnitt, die Inhomogenität oder die Verschiebungskonstante.

Der Graph einer linearen Funktion verläuft nie parallel zur {\displaystyle y}-Achse, da damit einem {\displaystyle x}-Wert mehr als ein {\displaystyle y}-Wert zugeordnet wäre, was in Widerspruch zur definitorisch geforderten (Rechts-)Eindeutigkeit einer Funktion stünde.

## Bestimmung des Funktionsterms aus zwei Punkten

Steigung einer linearen Funktion durch zwei gegebene Punkte

Es wird vorausgesetzt, dass die Punkte {\displaystyle (x_{1}|y_{1})} und {\displaystyle (x_{2}|y_{2})} auf dem Graphen der linearen Funktion {\displaystyle f} liegen und voneinander verschieden sind.
Die Steigung {\displaystyle m} lässt sich berechnen mit
{\displaystyle m={\frac {y_{2}-y_{1}}{x_{2}-x_{1}}}.}
Der y-Achsenabschnitt {\displaystyle n} ergibt sich mit
{\displaystyle n=y_{1}-m\cdot x_{1}} oder {\displaystyle n=y_{2}-m\cdot x_{2}.}
Der gesuchte Funktionsterm {\displaystyle f(x)} ist also gegeben durch
{\displaystyle f(x)={\frac {y_{2}-y_{1}}{x_{2}-x_{1}}}\cdot x+\left(y_{1}-{\frac {y_{2}-y_{1}}{x_{2}-x_{1}}}\cdot x_{1}\right)}
oder kürzer durch
{\displaystyle f(x)={\frac {y_{2}-y_{1}}{x_{2}-x_{1}}}\cdot (x-x_{1})+y_{1}.}

## Zusammenfassung

### Funktionsgleichung
Eine Funktion {\displaystyle f} mit {\displaystyle f(x)=mx+n} heißt lineare Funktion. Im Fall {\displaystyle m\neq 0} wird „ganzrationale Funktion 1. Grades“ oder „Polynom 1. Grades“ als Bezeichnung verwendet.
Die graphische Darstellung des Funktionsgraphen ist eine Gerade.

### Achsenschnittpunkte
Schnittpunkt {\displaystyle P} mit der {\displaystyle x}-Achse: {\displaystyle P(x_{P}|0)\Rightarrow f(x_{P})=0}
Schnittpunkt {\displaystyle Q} mit der {\displaystyle y}-Achse: {\displaystyle Q(0|y_{Q})\Rightarrow y_{Q}=f(0)}

### Steigung
Die Steigung {\displaystyle \tan \alpha } des Graphen einer linearen Funktion {\displaystyle f} lässt sich wegen {\displaystyle \tan \alpha =m} vom Koeffizienten in der Funktionsgleichung {\displaystyle f(x)=mx+n} ablesen.
Aus den Koordinaten zweier Punkte der Geraden wird sie so berechnet:
{\displaystyle \tan \alpha ={\frac {f(x_{2})-f(x_{1})}{x_{2}-x_{1}}}={\frac {y_{2}-y_{1}}{x_{2}-x_{1}}}={\frac {\Delta y}{\Delta x}}}

### Funktionsgleichung aufstellen
- Die Steigung {\displaystyle m} und ein Punkt {\displaystyle P_{1}(x_{1}|y_{1}),} der auf der Geraden liegt, seien bekannt.

Ansatz: {\displaystyle f(x)=mx+n}
{\displaystyle P_{1}(x_{1}|y_{1})\quad \Rightarrow \quad f(x_{1})=y_{1}\quad \Rightarrow \quad mx_{1}+n=y_{1}\quad \Rightarrow \quad n=y_{1}-mx_{1}}
- Die Koordinaten zweier Punkte {\displaystyle P_{1}(x_{1}|y_{1})} und {\displaystyle P_{2}(x_{2}|y_{2}),} die auf der Geraden liegen, seien bekannt.

Zuerst wird der Steigungsfaktor {\displaystyle m={\frac {y_{2}-y_{1}}{x_{2}-x_{1}}}} berechnet, dann damit {\displaystyle n}:
{\displaystyle P_{1}(x_{1}|y_{1})\quad \Rightarrow \quad f(x_{1})=y_{1}\quad \Rightarrow \quad mx_{1}+n=y_{1}\quad \Rightarrow \quad n=y_{1}-mx_{1}}
oder
{\displaystyle P_{2}(x_{2}|y_{2})\quad \Rightarrow \quad f(x_{2})=y_{2}\quad \Rightarrow \quad mx_{2}+n=y_{2}\quad \Rightarrow \quad n=y_{2}-mx_{2}}

### Schnittpunkt zweier Geraden
Schneiden sich zwei durch {\displaystyle f(x)} und {\displaystyle g(x)} beschriebene Geraden, so muss im Schnittpunkt die Bedingung
{\displaystyle f(x)=g(x)}
erfüllt sein. Die Lösung {\displaystyle x_{S}} dieser Gleichung ist die {\displaystyle x}-Koordinate des Schnittpunktes und {\displaystyle y_{S}=f(x_{S})=g(x_{S})} seine {\displaystyle y}-Koordinate.

### Orthogonale Geraden
Für die Steigungen {\displaystyle m_{1}} und {\displaystyle m_{2}} zweier senkrecht aufeinander stehender Geraden {\displaystyle g_{1}} und {\displaystyle g_{2}} gilt:
{\displaystyle m_{1}\cdot m_{2}=-1}
{\displaystyle m_{1}=-{\frac {1}{m_{2}}}}
{\displaystyle m_{2}=-{\frac {1}{m_{1}}}}

## Ableitung und Stammfunktion
Die Ableitung einer linearen Funktion {\displaystyle f\left(x\right)=mx+n} ist {\displaystyle f'\left(x\right)=m}, also eine konstante Funktion.
Stammfunktionen von {\displaystyle f} haben die Gestalt {\displaystyle F(x)={\frac {m}{2}}x^{2}+nx+c}. Für {\displaystyle m\neq 0} handelt es sich um quadratische Funktionen, für {\displaystyle m=0} um lineare Funktionen.

## Verhalten im Unendlichen
Ist der Steigungsparameter {\displaystyle m} einer linearen Funktion {\displaystyle f(x)} positiv, so gilt {\displaystyle \lim _{x\to -\infty }f(x)=-\infty } und {\displaystyle \lim _{x\to \infty }f(x)=\infty }. Ist {\displaystyle m} negativ, so gilt umgekehrt {\displaystyle \lim _{x\to -\infty }f(x)=\infty } und {\displaystyle \lim _{x\to \infty }f(x)=-\infty }. Beim Sonderfall {\displaystyle m=0} liegt eine konstante Funktion vor und es gilt {\displaystyle \lim _{x\to -\infty }f(x)=\lim _{x\to \infty }f(x)=n}.

## Lineare Funktionen mehrerer Veränderlicher
Eine (affin) lineare Funktion zweier Veränderlicher {\displaystyle x} und {\displaystyle y} ist eine Funktion {\displaystyle f\colon \mathbb {R} ^{2}\to \mathbb {R} }, die sich in der Form
{\displaystyle f(x,y)=ax+by+c}
mit {\displaystyle a,b,c\in \mathbb {R} } schreiben lässt. Es handelt sich um eine bivariate Polynomfunktion höchstens ersten Grades. Der Graph linearen Funktion zweier Veränderlicher ist eine Ebene.
Allgemein ist eine (affin) lineare Funktion mehrerer Veränderlicher {\displaystyle x_{1},\ldots x_{n}} eine Funktion {\displaystyle f\colon \mathbb {R} ^{n}\to \mathbb {R} }, die sich in der Form
{\displaystyle f(x_{1},\ldots ,x_{n})=a_{1}x_{1}+\cdots +a_{n}x_{n}+c}
mit {\displaystyle a_{1},\ldots ,a_{n},c\in \mathbb {R} } schreiben lässt. Der Graph einer solchen Funktion ist eine Hyperebene.